# Edward Lasker
Edward Lasker (* 3. Dezember 1885 in Kempen, Provinz Posen als Eduard Lasker; † 25. März 1981 in New York) war ein deutschamerikanischer Elektroingenieur und Schach- und Gospieler.

## Lebensweg
Eduard Lasker, Sohn des Kaufmanns Sigismund Lasker und seiner Frau Flora geb. Bornstein, studierte an der Technischen Hochschule Charlottenburg (der heutigen TU Berlin). Er war ein ausgebildeter Mathematiker und Ingenieur im Maschinenbau. Aus beruflichen Gründen zog er zunächst nach London. Im Jahr 1914, kurz vor Ausbruch des Ersten Weltkrieges, emigrierte Lasker in die USA und fand als Elektroingenieur in Chicago Arbeit. Edward Lasker, wie er nun hieß, hatte mehrere Erfindungen vorzuweisen, darunter die elektrisch betriebene Brustpumpe zur Förderung der Muttermilch.
Lasker war über viele Jahre mit der Schachspielerin Mona Karff liiert.
Eduard Lasker war der Onkel der Cellistin Anita Lasker-Wallfisch und der Journalistin Renate Lasker-Harpprecht.

## Schachspieler und Gospieler
Lehrmeister Laskers im Schach in der Breslauer Jugendzeit war Arnold Schottländer gewesen. In Berlin belegte er 1909 im Turnier um die Meisterschaft von Berlin den dritten Platz. Im Jahr 1911 gab er sein erstes (und bis heute bekanntestes) Schachbuch Schachstrategie in 1. Auflage heraus. Dieses Buch gilt als ein Standardwerk und wurde 1945 in revidierter Fassung unter dem Titel Modern Chess Strategy neu aufgelegt. Im Jahr 1914 gewann er die Meisterschaft des City of London Chess Club.
Zwischen 1916 und 1921 wurde er fünfmal Sieger der Offenen US-Meisterschaft im Schach, ehe er 1921 die US-Staatsbürgerschaft erhielt. 1923 verlor er einen Wettkampf um die Meisterschaft der Vereinigten Staaten gegen den Titelverteidiger Frank James Marshall nur knapp mit 8,5–9,5 (+4 =9 −5). Im Jahr 1924 nahm er am doppelrundigen internationalen Turnier von New York teil, das historisch als eines der bedeutsamsten gilt. 1954 gewann er als Gastspieler ein nationales Meisterturnier in Mexiko-Stadt. Lasker war Präsident des Marshall Chess Club und bis zu seinem Tod im Vorstand dieses Vereins.
Lasker, der seinen Höhepunkt im Schach in den 1920er Jahren hatte, aber niemals Berufsspieler wurde, schrieb einige Schach- und Go-Bücher, die sich nach wie vor großer Beliebtheit erfreuen. Er war nach eigener Aussage weitläufig mit dem Schachweltmeister Emanuel Lasker verwandt. Wegen der Namensähnlichkeit wurden in Schachpublikationen gelegentlich Partien von Edward versehentlich Emanuel zugeschrieben.
Der Weltschachbund FIDE verlieh Lasker 1963 den Titel Internationaler Meister. Im Alter von 95 Jahren starb er in New York. Edward Laskers höchste historische Elo-Zahl von 2583 erreichte er im August 1924. Im Jahre 2017 wurde er in die US Chess Hall of Fame aufgenommen.
In den USA galt Edward Lasker als der erste Popularisator des Go-Spiels, das er bereits während seiner Berliner Zeit mit Felix Dueball, dem besten deutschen Gospieler, spielte, und in dem er für lange Jahre der beste Spieler der neuen Welt war.

## Partie
Edward Lasker gewann eine Partie durch eine der bekanntesten Kombinationen der Schachgeschichte. Am 29. Oktober 1912 spielte er im City of London Chess Club mit den weißen Steinen gegen den Meister George Alan Thomas. Dabei spielte Lasker – eingeleitet durch ein Damenopfer – ein mehrzügiges Magnetmatt, bei dem der schwarze König binnen 7 Zügen von der letzten auf die erste Reihe wandern musste. Am Schluss hatte Lasker die Wahl, durch die lange Rochade oder ein Abzugsschach mit dem König matt zu setzen und entschied sich für letzteres.
Holländische Verteidigung
1. d2–d4 e7–e6 2. Sg1–f3 f7–f5 3. Sb1–c3 Sg8–f6 4. Lc1–g5 Lf8–e7 5. Lg5xf6 Le7xf6 6. e2–e4 f5xe4 7. Sc3xe4 b7–b6 8. Sf3–e5 0–0 9. Lf1–d3 Lc8–b7 10. Dd1–h5 Dd8–e7?
| Lasker – Thomas · London 1912 \| \| a \| b \| c \| d \| e \| f \| g \| h \| \| \| 8 \| \| \| \| \| \| \| \| \| 8 \| \| 7 \| \| \| \| \| \| \| \| \| 7 \| \| 6 \| \| \| \| \| \| \| \| \| 6 \| \| 5 \| \| \| \| \| \| \| \| \| 5 \| \| 4 \| \| \| \| \| \| \| \| \| 4 \| \| 3 \| \| \| \| \| \| \| \| \| 3 \| \| 2 \| \| \| \| \| \| \| \| \| 2 \| \| 1 \| \| \| \| \| \| \| \| \| 1 \| \| \| a \| b \| c \| d \| e \| f \| g \| h \| \| Stellung nach dem 10. Zug von Schwarz |   |   |   |   |   |   |   |   |   |
| | a | b | c | d | e | f | g | h |   |
| 8 |   |   |   |   |   |   |   |   | 8 |
| 7 |   |   |   |   |   |   |   |   | 7 |
| 6 |   |   |   |   |   |   |   |   | 6 |
| 5 |   |   |   |   |   |   |   |   | 5 |
| 4 |   |   |   |   |   |   |   |   | 4 |
| 3 |   |   |   |   |   |   |   |   | 3 |
| 2 |   |   |   |   |   |   |   |   | 2 |
| 1 |   |   |   |   |   |   |   |   | 1 |
| | a | b | c | d | e | f | g | h |   |

Nach diesem Fehler gewinnt Weiß forciert durch ein spektakuläres Damenopfer. Die Züge von Schwarz sind nun bis zum Matt im 18. Zug erzwungen.
11. Dh5xh7+!! Kg8xh7 12. Se4xf6+ Kh7–h6
Dieses Vorgehen ist erzwungen. Ginge der König nach h8, so setzte Weiß mit 13. Se5–g6 matt.
13. Se5–g4+
Der schwarze König wird jetzt über das ganze Brett gejagt und findet sich zum Schluss auf der weißen Grundreihe wieder.
13. … Kh6–g5 14. h2–h4+ Kg5–f4 15. g2–g3+ Kf4–f3 16. Ld3–e2+
Einen Zug schneller gewann hier 16. 0–0 oder Ke1–f1 (die Drohung 17. Sg4–h2 matt ist unparierbar), aber dann käme es nicht zu dem kuriosen Matt im 18. Zug.
16. … Kf3–g2 17. Th1–h2+ Kg2–g1 18. Ke1–d2 matt (oft wird stattdessen 18. 0–0–0 angegeben).
| \| \| a \| b \| c \| d \| e \| f \| g \| h \| \| \| 8 \| \| \| \| \| \| \| \| \| 8 \| \| 7 \| \| \| \| \| \| \| \| \| 7 \| \| 6 \| \| \| \| \| \| \| \| \| 6 \| \| 5 \| \| \| \| \| \| \| \| \| 5 \| \| 4 \| \| \| \| \| \| \| \| \| 4 \| \| 3 \| \| \| \| \| \| \| \| \| 3 \| \| 2 \| \| \| \| \| \| \| \| \| 2 \| \| 1 \| \| \| \| \| \| \| \| \| 1 \| \| \| a \| b \| c \| d \| e \| f \| g \| h \| \| Mattstellung |   |   |   |   |   |   |   |   |   |
| | a | b | c | d | e | f | g | h |   |
| 8 |   |   |   |   |   |   |   |   | 8 |
| 7 |   |   |   |   |   |   |   |   | 7 |
| 6 |   |   |   |   |   |   |   |   | 6 |
| 5 |   |   |   |   |   |   |   |   | 5 |
| 4 |   |   |   |   |   |   |   |   | 4 |
| 3 |   |   |   |   |   |   |   |   | 3 |
| 2 |   |   |   |   |   |   |   |   | 2 |
| 1 |   |   |   |   |   |   |   |   | 1 |
| | a | b | c | d | e | f | g | h |   |

Die Vorgeschichte der Partie wurde anhand verschiedener zeitgenössischer Quellen rekonstruiert. Demnach hatte Lasker am 26. Oktober 1912 eine Simultanvorstellung (+15 =3 −2) im Lion de Belfort in Paris gegeben und in den folgenden beiden Tagen einen Zweikampf über drei Partien gegen Frédéric Lazard ausgetragen, den er mit zwei Siegen und einem Remis gewann. Nach einer Ruhepause fuhr er am 29. Oktober per Zug nach London, wo er sich anschließend bis etwa 16 Uhr ausruhte. Dort besuchte Lasker den City of London Chess Club, wo am ersten Abend die Partie gespielt wurde.
Oft wurden die ersten neun Züge in abweichenden Reihenfolgen angegeben, beispielsweise 1. d2–d4 f7–f5 2. e2–e4 f5xe4 3. Sb1–c3 Sg8–f6 4. Lc1–g5 e7–e6 5. Sc3xe4 Lf8–e7 6. Lg5xf6 Le7xf6 7. Sg1–f3 0–0 8. Lf1–d3 b7–b6 9. Sf3–e5 Lc8–b7. Es konnte nicht geklärt werden, weshalb Lasker nie die tatsächlich gespielte Reihenfolge der Eröffnungszüge angab, obwohl er die Notation nachweislich in seinem Notizbuch aufgeschrieben hatte.

## Werke
- Schachstrategie (1911)
- Chess and Checkers: the Way to Mastership (1919)
- Go and Go-Moku (1934)
- Chess for Fun and Chess for Blood (1942)
- Modern Chess Strategy (1945); deutsche Ausgabe: Moderne Schachstrategie, Walter de Gruyter, Berlin 1961
- The Adventure of Chess (1949)
- Chess Secrets I Learned from the Masters (1951)
- The Game of Chess: The Strategy and Tactics of Expert Play for Amateurs of all Classes (1972)